# Ammothella tippula
Ammothella tippula is een zeespin uit de familie Ammotheidae. De soort behoort tot het geslacht Ammothella. Ammothella tippula werd in 1983 voor het eerst wetenschappelijk beschreven door Child. 